# Patrick Haag
Patrick Haag (* 9. März 1990 in Ludwigshafen am Rhein) ist ein deutscher Fußballspieler.

## Laufbahn
Patrick Haag begann das Fußballspielen in der Jugend der TSG 1899 Hoffenheim, in deren U-19 er 2007/08 fünf Spiele in der A-Jugend-Bundesliga machte. 2008 wechselte er in die U-19 des Karlsruher SC, wo er neben weiteren 25 Bundesligaspielen (zwei Tore) seinen ersten Einsatz in der Zweiten Mannschaft des KSC in der Regionalliga Süd hatte. Nachdem er 2009/10 beim SV Waldhof Mannheim in der Weststaffel der Regionalliga spielte und seine ersten größeren Schritte im Seniorenbereich machte (20 Spiele, zwei Tore), wurde er in den kommenden beiden Jahren bei der U-23 des KSC Stammspieler – wiederum in der Südstaffel. 2011/12 trainierte er bereits mit den Profis, eine Verletzung und Trainerwechsel verhinderten aber seinen ersten Einsatz in der 2. Bundesliga. Nachdem Karlsruhe in der Relegation gegen den SSV Jahn Regensburg mit 1:1 (auswärts) und 2:2 (zu Hause) ausschied und in die 3. Liga abstieg, wechselte er zur Saison 2012/13 zum Jahn,  den ersten Einsatz in der 2. Liga als Ziel. Er erhielt einen Zweijahresvertrag, der auch für die 3. Liga gültig war. Am ersten Spieltag wurde er dann gegen den TSV 1860 München für Thiemo-Jérôme Kialka eingewechselt. Bis Saisonende absolvierte er 22 Zweitligaspiele und erzielte zwei Tore, mit dem Jahn stieg er jedoch direkt wieder in die 3. Liga ab. Im Sommer 2014 endete sein Vertrag in Regensburg. In der Winterpause 2014/15 verpflichtete der Regionalligist SV Waldhof Mannheim den vereinslosen Haag.